# Виборчий округ 115
Виборчий округ 115 — виборчий округ у Львівській області. В сучасному вигляді був утворений 28 квітня 2012 постановою ЦВК №82 (до цього моменту існувала інша система виборчих округів). Окружна виборча комісія цього округу розташовується в будівлі Сихівської районної адміністрації Львівської міської ради за адресою м. Львів, просп. Червоної Калини, 66.
До складу округу входять Сихівський район і частина Личаківського району (територія на захід від вулиці Пасічної та територія прилегла до Шевченківського гаю з півночі і півдня) міста Львів. Виборчий округ 115 межує з округом 117 на заході та з округом 118 з усіх інших сторін. Виборчий округ №115 складається з виборчих дільниць під номерами 461925-461928, 461931, 461935-461936, 461940-461942, 461947-461950, 461954-461959, 461962-462034 та 462159.

## Народні депутати від округу
| Ім'я                         | Фото | Партія         | Скликання | Дата набуття повноважень | Дата припинення повноважень |
| ---------------------------- | ---- | -------------- | --------- | ------------------------ | --------------------------- |
| Шмідт Роман Михайлович       |      | НРУ            | 3-тє      | 12 травня 1998           | 16 березня 2000             |
| Чорновіл Тарас В'ячеславович |      | НРУ            | 3-тє      | 5 липня 2000             | 14 травня 2002              |
| Хміль Михайло Михайлович     |      | Батьківщина    | 7-ме      | 12 грудня 2012           | 27 листопада 2014           |
| Добродомов Дмитро Євгенович  |      | самовисуванець | 8-ме      | 27 листопада 2014        | 29 серпня 2019              |
| Піпа Наталія Романівна       |      | Голос          | 9-те      | 29 серпня 2019           |                             |

## Результати виборів

### Парламентські

#### 2019
Кандидати-мажоритарники:
- Піпа Наталія Романівна (Голос)
- Михальчишин Юрій Адріянович (самовисування)
- Квурт Володимир Леонідович (самовисування)
- Шубка Катерина Павлівна (Слуга народу)
- Москаленко Андрій Олександрович (Самопоміч)
- Рабешко Богдан Русланович (Батьківщина)
- Хміль Михайло Михайлович (самовисування)
- Зібран Андрій Ігорович (самовисування)
- Янкович Назар Юрійович (Патріот)
- Секела Руслан Михайлович (самовисування)

#### 2014
Кандидати-мажоритарники:
- Добродомов Дмитро Євгенович (самовисування)
- Васюник Іван Васильович (Народний фронт)
- Бермес Зеновій Миколайович (Батьківщина)
- Ропяк Володимир Юліянович (самовисування)
- Сорокін Андрій Юрійович (Заступ)
- Дерега Данило Ярославович (Воля)
- Вуй Юрій Ярославович (самовисування)
- Філіпов Павло Костянтинович (самовисування)
- Перепічка Євгеній Васильович (самовисування)

#### 2012
Кандидати-мажоритарники:
- Хміль Михайло Михайлович (Батьківщина)
- Добродомов Дмитро Євгенович (УДАР)
- Федишин Роман Степанович (Аграрна партія України)
- Туісов Олександр Володимирович (Партія регіонів)
- Желада Олександр Федорович (Комуністична партія України)
- Новоженець Ростислав Павлович (самовисування)
- Путас Юрій Володимирович (Духовна Україна)
- Яковець Оксана Степанівна (самовисування)
- Костюк Петро Іванович (самовисування)
- Гринчук Роман Зіновійович (самовисування)
- Козицький Андрій Богданович (Україна — Вперед!)
- Задорожний Іван Іванович (самовисування)
- Козинець Світлана Анатоліївна (Українська національна консервативна партія)
- Гладиш Ігор Дмитрович (самовисування)
- Вуй Юрій Ярославович (самовисування)
- Чупило Олег Володимирович (Християнсько-демократична партія України)

## Явка
Явка виборців на окрузі: